# Parque nacional Capiro y Calentura
El Parque nacional Capiro y Calentura (también escrito Parque nacional Capiro Calentura) es un área protegida en el país centroamericano de Honduras, específicamente en el departamento de Colón y a unos kilómetros al sur de la ciudad hondureña de Trujillo, en las adyacencias del Refugio de Vida Silvestre Laguna de Guaimoreto. Fue establecido el 1 de enero de 1992 y cubre una superficie en su zona núcleo de 48,58 kilómetros cuadrados y 62 kilómetros cuadrados en total.